# جغتای (خراسان رضوی)
جُغَتای مرکز شهرستان جغتای در شمال غربی استان خراسان رضوی ایران است.

## جمعیت
بر پایه سرشماری عمومی نفوس و مسکن در سال ۱۳۹۵ جمعیت این شهر ۹٬۲۶۸ نفر (در ۲٬۶۷۰ خانوار) بوده است.

## پیشینه
«جغتای» در گذشته به قلعه قارزی معروف بوده است. این قلعه در دو کیلومتری مرکز شهر کنونی قرار داشته است. در گذشته قلعه دارای دو دروازه بوده و ۱۲ برج در اطراف آن قرار داشته است. در زمان مغولان این منطقه به دست خان‌ها اداره می‌شده است و تمام اسفراین و حکم‌آباد تحت سلطه خان «جغتای» بوده است.
تبنا به قول مستوفی در نزهة القلوب (۷۴۰ هـ. ق) نام قدیم جغتای که در دو کیلومتری جنوب شهر واقع است کارزی بوده است که در اثر کثرت استعمال و تغییر و تحول واژگان به قارزی تبدیل شده است و اکنون آثار آن وجود دارد.
تاریخ جغتای نشان می‌دهد که این شهر بیش از ۱۵۰ سال سابقه مرکزیت و حاکم نشینی داشته و به عنوان مرکز حکومت ولایت ثلاث (جغتای، بام و صفی‌آباد و میان آباد) نقش عمده‌ای از نظر سیاسی واجتماعی در منطقه داشته همچنین نماینده‌ای مستقل از شهرستان سبزوار در مجلس شورای ملی آن زمان داشته است.
در سال ۱۳۱۶ بخشداری جغتای تأسیس شده و قلمرو مأموریت آن کل دشت جوین (از ایستگاه بیهق در شرق تا حوالی روستای امیرآباد جاجرم در غرب) بوده است. لازم است ذکر شود طی دو مرحله در سال ۱۳۳۹ و ۱۳۴۶ شهرداری جغتای تصویب می‌شود ولی به علت نامعلومی هر بار از فعالیت بازمانده و تحقق نیافته است. بعد از پیروزی انقلاب اسلامی و با پیگیری‌های مستمر اهالی و همت مسئولان دلسوز کشور جغتای در سال ۱۳۶۳ به عنوان نقطه شهری شناخته شد و از همان تاریخ فعالیت خود را شروع نموده است؛ و در۱۱ مهر ماه سال ۱۳۸۷ به سطح شهرستان ارتقا یافت.

### نام جغتای
نام قدیم جغتای کارزی بوده که در اثر کثرت استعمال و تغییر واژگان به قارزی تبدیل شده است. برخی معتقدند پیدایش جغتای ناشی از مهاجرت اولوس جغتای از نواحی ماوراءالنهر (آسیای مرکزی) به محل کنونی بوده و در نتیجه نام این محل را به نام جغتای که فرمانروای اولوس بوده نامیده‌اند.
در قولی دیگر چون عموی امیر تیمور در این منطقه کشته شد تیمور به این منطقه هجوم آورده و این نواحی را به بازماندگان عمویش که از اولاد و احفاد جغتای بودند اهدا می‌کند و به این طریق شهرجغتای کنونی بنا نهاده می‌شود. همچنین جغتای نام ولسوالی در ولایت غزنی افغانستان است که در زمان سلطه چنگیزخان در این منطقه مرکز بود و باش جغتای پسردوم چنگیز مغول بوده است. برهمین اساس این منطقه به نام جغتای مسما شده است.

## نمای شهر

### محله‌های شهر
مانند اکثر شهرهای ایران از دو بخش بافت قدیمی و جدید تشکیل یافته است.
بافت جدید دارای نام‌های جدید مانند فرهنگیان، شهرک معدن، شهرک می‌باشد اما محله‌های بافت قدیم آن ملک‌آباد، پی آب، جمال آباد، یوسف آباد، قاراداش، نارنج قلعه و… می‌باشد.

## اقتصاد
اقتصاد این شهرستان با دارا بودن بیش از ۲۰۰حلقه چاه آب و صدها قنات، چشمه و کلاته عموماً بر پایه کشاورزی استوار است و عموم مردم از راه کشاورزی و دام پروری امرار معاش می‌کنند، اوضاع اقتصادی و معیشتی مردم از میانگین نسبتاً خوبی برخوردار است.
وجود بزرگ‌ترین کارخانه فروکروم در رونق اقتصاد این شهرستان نقش بزرگی دارد.
اقتصاد در این شهرستان در مجموع بر پایه تولید بیشتر از تجارت استوار است.

## مشاهیر
شهر و شهرستان جغتای در طول تاریخ مامن بزرگان و اندیشمندان و شاعران گرانقدر بوده و بزرگان و نام آوران زیادی را در عرصه علم و ادب و سیاست پرورش داده است.
بسیاری از شخصیتهای علمی و ادبی و سیاسی در تاریخ جوینی هستند از جمله‌اند: شیخ ابو محمد عبدالله جوینی: پدر امام الحرمین جوینی از محدثان و مفسران بزرگ قرن پنجم که در نیشابور مجلس مناظره و تعلیم خاص داشته است. امام الحرمین: عبدالملک جوینی (امام الحرمین، ضیاء الدین ابو المعالی عبدالملک بن عبداله بن یوسف جوینی) که از فقیهان برجسته و پیشوایان معروف شافعیان و یکی از مؤسسان علم کلام بوده است وی ۳۰ سال در نظامیه نیشابور به کار تد ریس و خطابه مشغول بود و همه روزه ۳۰۰ نفر برای استفاده از درس‌های او در مجلس حاضر می‌شده است. از شاگردان معروف وی، غزالی دانشمند بزرگ اسلام و مسعود زور آبادی ازعلمای بزرگ خراسان می‌باشد.

شمس الدین محمد صاحب دیوان: وی فرزند بهاء الدین محمدمی باشد و از جوانی در دربار مغول بوده و از اعمال هلاکو خان بشمار می‌رفت و در سال ۶۶۱به وزارت هلاکو رسید وی در نهایت بر سعایت معرضان به دست ارغون خان کشته شد. خواجه شمس الدین یکی از بزرگان تاریخ ایران است که از حیث تدبیر و کاردانی و رعیت پروری و دانش گستری مقامی همتراز خواجه نظام الملک طوسی را دارد. قنات صاحب آباد (چشمه) یکی از خدمات عمرانی وی در جغتای محسوب می‌شود که هنوز در بافت قدیمی شهر (نارنج قلعه) جاری است.

فرزندان خواجه شمس الدین محمد صاحب دیوان: به نام‌های یحیی، فرج‌الله، مسعود، اتباک، بهاء الدین محمد، شرف الدین هارون (داماد المعتصم بالله) هریک به نوبه خود از ادیبان و دانشمندان زمانخود به‌شمار می‌آمده‌اند.

شیخ عبدالکریم کریمی، ملقب به آخوند بزرگ (درگذشته در اواخر سدهٔ ۱۳ هجری خورشیدی)، از علما و رجال برجستهٔ دوران قاجار بود که در منطقهٔ جوین سکونت داشت. او مدتی مسوولیت جمع‌آوری خراج منطقه جوین را نیز بر عهده داشته است و پس از مرگ در مجاورت آرامگاه سید حسن غزنوی به خاک سپرده شد. وی از تبار آخوند بزرگ فریومد است که در عصر خود ملقب به  آخوند بزرگ بوده است و آرامگاه او در مجاورت مقبره شیخ حسن جوری در حوالی فریومد از توابع شهرستان میامی واقع است.
شیخ عبدالرحیم کریمی خلیل‌آبادی، فرزند ارشد آخوند بزرگ شیخ عبدالکریم کریمی، عالمی سترگ، ادیبی توانا و شاعری خوش‌ذوق بود که در نیمهٔ دوم سدهٔ ۱۳ هجری خورشیدی در جوین، از توابع خراسان، می‌زیست. وی سال‌ها در حوزه علمیه سبزوار تلمذ نمود و با واسطه از شاگردان مکتب ملاهادی سبزواری، فیلسوف بزرگ شرق ایران، به شمار می‌رفت. شیخ عبدالرحیم تسلطی کم‌نظیر بر ادبیات زبان عربی داشت و اشعار بسیاری به فارسی و عربی سرود که میان شاگردان و بازماندگانش سینه‌به‌سینه نقل شده‌اند. متأسفانه به دلیل بی‌مهری روزگار، بیشتر آثار مکتوب او از میان رفته‌اند 
- هلالی جغتایی، بدرالدین، نورالدین
(ملیت: ایرانی قرن:۱۰)
(مقتول ۹۳۹/ ۹۳۶/ ۹۳۵ ق)، شاعر، متخلص به هلالی. نسب وی به ترکان جغتایی می‌رسد. در استرآباد به دنیا آمد و در همان‌جا به تحصیل و کسب کمالات پرداخت. از زادگاهش به هرات رفت و به خدمت امیر علیشیر نوایی رسید و در سایهٔ تربیت او به کسب فضایل و فنون شاعری پرداخت. وی با سام میرزای صفوی (م ۹۷۵/ ۹۷۴ ق)، صاحب «تحفه سامی»، معاصر و معاشر بود. بعد از فوت سلطان حسین، هرات به تصرف عبیداللَّه خان ازبک درآمد و هلالی به همراه گروهی از شیعیان یا متهمان به تشیع، به وسیلهٔ عبیداللَّه خان به قتل رسیدند. البته گفته‌اند که وی ابتدا مورد محبت خان ازبک و از ملازمان او بود تا آنکه مورد حسادت اطرافیان شاه قرار گرفت و به شیعه بودن محکوم شد و به همین علت سلطان او را ابتدا به زندان افکند و پس از چندی در چهار سوق هرات به قتل رساند. هلالی طبع شعر خوبی داشت. از او قصایدی در مدح عبیداللَّه خان و امامان شیعه به جای مانده است، اما اهمیت وی بیشتر به سبب غزل‌های لطیف و پرمضمون او می‌باشد. از آثارش: مثنوی «شاه و درویش»، در هزار و سیصد و چهل و پنج بیت؛ مثنوی «صفات العاشقین»، در هزار و دویست و سی و هفت بیت؛ مثنوی «لیلی و مجنون»؛ «دیوان» شعر.[۱] جغتائی. نورالدین استرابادی (مقت. ۹۳۶ ه‍. ق- ۱۵۲۹ م) وی به سبب انتساب به ترکان جغتای به «جغتائی» مشهور شده. هلالی یکی از غزلسرایان دورهٔ صفویه است. در استراباد متولد شد و پس از پرورش در استراباد به خراسان رفت و به دستگاه سلطان حسین بایقرا و وزیر او امیر علیشیر نوائی راه یافت و پس از زوال سلطنت بایقرا در اوایل عهد صفوی هنگام حملهٔ عبیداللَّه‌خان ازبک به جرم تشیع کشته شد. هلالی هلالی دیوان قصاید، غزلیات، مثنویهائی به نام «شاه و درویش» و «صفات‌العاشقین» دارد. غزل‌های او لطیف و پرشور است.

## شهردار
در طی حکمی در تاریخ ۱۳ دی ۱۴۰۰ دکتر احمد خدایی‌نصر رتبه ۱ دکتر در رشته مدیریت و پژوهشگر حوزه مدیریت شهری، به عنوان شهردار جغتای منصوب شدند.

## آموزش

### دانشگاه‌ها
1. دانشگاه علمی کاربردی (مرکز آموزش شهرداری جغتای)
2. دانشگاه پیام نور واحد جغتای

### مدارس
شهر جغتای دارای سهمدرسه نمونه دولتی به نام‌های: مدرسه راهنمایی پسرانه امام جواد (ع)، دبیرستان امام علی (ع) و دبیرستان دخترانهٔ حضرت فاطمه (س) است و همچنین این شهر دارای سه مدرسه غیرانتفاعی در مقاطع ابتدایی پسرانه ابتدایی دخترانه و راهنمایی پسرانه می‌باشد و هم‌اکنون در حال افزایش مدارس نمونه دولتی و غیرانتفاعی است.

## حمل ونقل

### درون‌شهری
در جغتای حمل و نقل درون‌شهری بیشتر به عهدهٔ اتوبوس‌های شهرداری است و سایر مردم هم از تاکسی سرویس هااستفاده می‌کنند و چیزی به عنوان تاکسی گردشی درون‌شهری موجود نیست.

### برون‌شهری
با عبور خط آهن سراسری تهران- مشهد از شهرستان جغتای و داشتن ۳ ایستگاه در حوزه این شهرستان بیشتر حمل و نقل‌های برون‌شهری به خصوص در مسافت‌های طولانی با قطار صورت می‌گیرد و در مسافت‌های نزدیک با مینی بوس و سواری‌های خطی و آژانس.
در جغتای حمل و نقل برون‌شهری با اتوبوس سهم بسیار ناچیزی دارد.

## سیاست

### شورای شهر
شورای شهر جغتای مرکب از ۵ نفر است که توسط رأی مستقیم مردم جهت انتخاب شهردار و تصویب برنامه‌های کلان‌شهری انتخاب می‌شوند.
شورای شهر جغتای یک عضو علی‌البدل دارد.

### شهرداران[پیوند مرده]
- هوشنگ نژاد
- صفرعلی بشارتی فر
- یحیی حقانی
- محمود محجوبین
- عبدالعلی جغتایی
- محمد پرویزیان
- حمید صالحی-
- علیرضا مهدیان فر
- سید محمود قاضی پور
- احمد خدایی‌نصر